# Hernando de Andrade
Hernando de Andrade (Puentedeume, Galicia, hacia 1557 — Chiloé, Chile, 1638) fue un militar español que participó en la Conquista de Chile. Hijo de Hernando de Andrade y Beatriz de Cervantes, vecinos de esa villa de La Coruña y, según indica un autor, el primero sería de la familia de los condes de Lemos y Andrade, y la segunda, de la familia del autor de El Quijote. Se casó con Francisca de Escobar.
Luego de servir en los tercios de Flandes e Italia pasó a Indias con el grado de Capitán reformado junto a su hermano o pariente cercano el almirante Juan Colmeneros de Andrade, Caballero de la Orden de Calatrava. En 1587 se encuentra en Potosí, donde al alistarse para la guerra de Chile se le anota ser "lampiño de rostro, de treinta años, con una señal de herida en medio de la frente y le zapatea un poco el pie". En 1588 ya estaba en Chile integrando un refuerzo de 134 soldados proveniente del Perú bajo mando de Luis de Carvajal y Navarrete, con socorro de 225 "pesos ensayados", rumbo a Concepción. Una década después cerca de allí, en la ribera del Biobío, se distinguió en la defensa del fuerte de Jesús, combate cuyas consecuencias influyeron en la forma en que finalizó el período histórico conocido como la Conquista de Chile.

## Defensa del fuerte de Jesús
Durante la gran rebelión indígena posterior a la muerte del gobernador Martín García Óñez de Loyola, sorprendido por Pelantaru en Curalaba, en diciembre de 1598, a Hernando de Andrade le cupo encabezar la defensa del fuerte de Jesús, ubicado en las cercanías del actual caserío de Buenuraqui, ribera norte del río Biobío, y estuvo presente en el despueble de la vecina ciudad de Santa Cruz de Óñez, que se ubicaba muy cerca del fuerte, aguas arriba por el Biobío, en la ribera opuesta, a corta distancia de la confluencia de éste con el Laja.
Si bien en los meses posteriores a Curalaba por todas partes, entre el río Maule y Osorno, asomaban focos de insurrección indígena que obligaban a los españoles a replegarse a sus fuertes y ciudades, la posición de la ciudad de Santa Cruz de Óñez era la más importante de sostener. Esta plaza y el fuerte de Jesús, que mantenía expedito el camino a Concepción y Chillán, eran considerados en aquel tiempo la llave del reino. Con su ubicación en la ribera del Bío-Bío y a medio camino entre la costa y la precordillera, el emplazamiento constituía a fines del siglo XVI el nudo por donde circulaban hombres, recursos militares y mercaderías entre ambas riberas de ese río.
A la muerte del gobernador Loyola, el gobierno interino invistió con el mando superior del Real Ejército al maestre de campo general Francisco Jufré y Alarcón, quien partiendo de Chillán donde vivía ya retirado del servicio militar, se dirigió a Santa Cruz, "pues, dijo, toda la tierra se había de alzar, y esa plaza que era la que corría mayor riesgo". La ciudad y el fuerte contaban con un centenar de soldados, entre los que se encontraba el capitán Hernando de Andrade.
Por esos días el cacique Pelantaru recorría toda los valles interiores de la Araucanía, la cordillera de Nahuelbuta y la costa de Arauco, intentando unir a sus compatriotas para provocar el alzamiento general y aprovechar la inédita oportunidad que se abría para expulsar a los castellanos de su suelo. Pronto el jefe indio estaba en las inmediaciones de Santa Cruz, tratando de encender allí la chispa de la rebelión entre los indios, que todavía en gran número permanecían del lado español. El general Jufré salió desde Santa Cruz con 50 españoles y 200 indios auxiliares a neutralizar a los purenes de Pelantaru, y si bien les causó grandes pérdidas, se replegó a la ciudad convencido de que ésta corría grave peligro.
El general ponderó que el único curso de agua que abastecía Santa Cruz podía ser fácilmente tomado por los indios y además, que la ciudad distaba una legua (10 km) de la ribera sur del río, única opción para evacuar mujeres y niños hacia la ribera opuesta en un par de botes que poseía. Si permanecía en ella, estas circunstancias le obligaba a dividir su tropa para proteger tanto la ciudad y el abastecimiento de agua, como el camino al río y las naves. En vista de ello, pidió urgente refuerzo a Concepción y decidió cruzar a la ribera norte del río para evacuar desde allí a los vecinos por tierra hacia Concepción y Chilán. Ël se quedó en la orilla norte con algunos soldados en una empalizada que dispuso construir. La visión del abandono de la ciudad sin embargo, fue el último empujón que necesitaban los indios de esa región para sumarse a la insurrección general. Según dice el P. Diego de Rosales, "estaban a la mira, esperando lograr alguna buena ocasión para rebelarse, que como veían que todas las demás provincias lo hacían no pretendían ellos ser menos, sino mostrarse finos defensores de su patria". Dirigidos por el cacique Talcamávida, saquearon e incendiaron la abandonada Santa Cruz y enseguida se encaminaron decididos a exterminar a los españoles en su último reducto en pie en la estratégica ribera del Bíobío, el fuerte de Jesús. La guarnición estaba a cargo de Hernando de Andrade, ya que Jufré permanecía en la empalizada que había improvisado aguas arriba.
Andrade debía defender el fuerte de Jesús a cualquier costo, hasta que llegara el refuerzo. El soldado poeta contemporáneo de estos hechos Diego Arias de Saavedra, que sin duda estuvo allí, idealizó su desempeño en la defensa de la posición, en estos versos del Purén Indómito:

El capitán del fuerte estaba ausente,

Más no fue necesaria su persona,

Que era Hernando de Andrade su teniente,

Particular amigo de Belona;

El cual con pecho y ánimo valiente,

Y digno de inmortal fama y corona,

A los suyos esfuerza de tal arte,

Que infunde en el más flaco al fiero Marte.

Anímalos diciendo que no tengan

Espanto ni temor del barbarismo,

Aunque vean que en contra suya vengan

Todos cuantos están en el abismo;

Y que con la mitad de ellos se avengan,

Porque a la otra mitad se atreve el mismo,

Enviar con su brazo furibundo

Las ánimas dañadas al profundo.

Diego Arias de Saavedra, Purén Indómito, Canto VIII

El historiador jesuita Rosales confirma que durante el ataque mapuche al fuerte de Jesús los españoles de Andrade "se defendieron con grande esfuerzo, peleando dos días y resistiendo los repetidos asaltos, sin dar lugar a que los enemigos les entrasen, el qual se retiró a sus tierras". Dispersados los naturales sin embargo, y a pesar del denuedo con que los del fuerte sostuvieron la plaza, el general Francisco Jufré, que no recibía el socorro pedido a Concepción, desechó aguantar allí hasta que llegara la ayuda y ordenó la retirada de sus hombres hacia San Bartolomé de Chillán, antes que las aguas del invierno cerrasen los pasos. Cuando la pequeña columna ya se desplazaba al norte, se encontró con un bien dispuesto refuerzo que el gobernador Vizcarra, al tanto de la importancia del emplazamiento, había logrado enviar desde Concepción y Chillán. Mas Jufré no se detuvo. El poeta remata:

A la salida de él y de Timbreo

Encontró la gallarda y brava gente,

Que con fogoso y bélico deseo

Al fuerte iba marchando raudamente:

Pareciéndole que era devaneo,

Y el socorro que le iba insuficiente,

Sin atender al público provecho,

Con el resto a Chillán se fue derecho.

El abandono de Santa Cruz de Óñez y el fuerte de Jesús iban a tener consecuencias devastadoras para "el público provecho" de los españoles. No sólo demostró a los naturales que actuando confederados era posible expulsar al invasor de su patria, y les inyectó un formidable golpe de ánimo para comenzar por entonces a pelear como una sola nación indígena; también asestaba a los europeos el más severo revés estratégico. Algunos meses después, el gobernador entrante Francisco de Quiñones lamentaba así esta pérdida: "Sobre todas las desgracias que han sucedido la de mayor daño ha sido el haberse despoblado la ciudad de Santa Cruz, que estaba en sitio y comarca que hacía frente a toda la guerra que correspondía a las ciudades Angol, San Bartolomé [Chillán] y la Concepción". Y sobre este particular, la opinión de Diego Barros Arana, consignada en el tomo III de la Historia General, es contundente: "Si los españoles no se hubieran dejado imponer por la insurrección, si hubieran tenido la misma constancia de que habían dado tantas pruebas en aquella larga guerra, habrían podido sostenerse en esos lugares hasta recibir refuerzos, y habrían logrado quizá circunscribir el levantamiento de los indígenas. Por el contrario, el abandono de las riberas del Biobío debía tener una influencia fatal para la subsistencia de la conquista".
En efecto. El alzamiento de 1599, que había comenzado con el asalto al campamento de Loyola por unos cuantos renegados, los valientes purenes de Pelantaru, comenzaba a partir de la caída de Santa Cruz y el fuerte de Jesús a tomar carácter de catástrofe global para los españoles, terminando en la ruina casi completa de la Nueva Extremadura. Las prósperas ciudades de Los Confines de Angol, La Imperial, Cañete, Valdivia, Villarrica, y finalmente Osorno, caerían en los años siguientes, quedando toda la región comprendida entre el Biobío y el Canal de Chacao despoblada de hispanos por un siglo y medio. La fisonomía de Chile cambió para siempre. Al decir de Francisco A. Encina, el centro de gravedad de la futura civilización chilena se desplazó en esos años desde La Imperial y Valdivia, hacia Santiago y Valparaíso.

## En Quillota y Chiloé

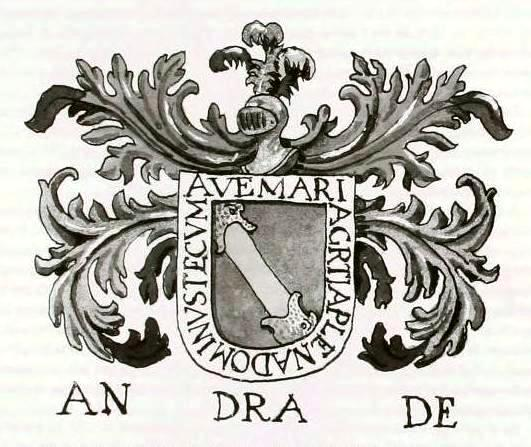
Armas de la familia Andrade de Chile

Más tarde Hernando de Andrade estuvo presente en la Batalla de Yumbel, el 13 de mayo de 1600. Aparece como Capitán reformado en 1602 y como Comandante de una compañía de 53 soldados en 1603, a cargo del Tercio de San Ildefonso de Arauco.
El gobernador Alonso de Ribera lo nombró corregidor de Quillota el 30 de junio de 1604. Recibió el cargo ante el cabildo de Santiago el 3 de julio. El mismo año registra navíos para el Perú en los puertos de Valparaíso, Concón y La Ligua (Papudo), "mirando si llevan algún soldado u otra persona ausente de la guerra, decía él mismo, sin licencia mía o moneda en reales o en oro en polvo contra lo por mí ordenado". También en 1604 se le hace merced de 500 cuadras en el valle de La Ligua, en demasías de las tierras de Gonzalo de los Ríos, las que dona más tarde, en 1607 ante el escribano Melchor Hernández de la Serna, al convento de la Merced de Santiago.
Por esa época regresó al Perú, y quiso volverse a España con título de Benemérito del Reino. El virrey Juan de Mendoza y Luna sin embargo, lo remite de vuelta a Chile al mando de 300 hombres de socorro, en 1608. Fue consejero de guerra, "hasta que se ofreció pasar a Chiloé de Capitán de Infantería y Cabo (Gobernador) de ella". Recibió allí las encomiendas de Llaullao, Pubilo, Yutuy, Pailad, Compu y Lingue. En 1616 recibió merced de tierras en Tey. Aparece como capitán de caballería en 1621. Se calcula su deceso en Chiloé hacia 1638, por haber servido 50 años en Chile, según información de sus descendientes.
La descendencia de Hernando de Andrade ha residido en Chiloé por 400 años, siendo el genearca de la familia en la zona.